# Milon 11

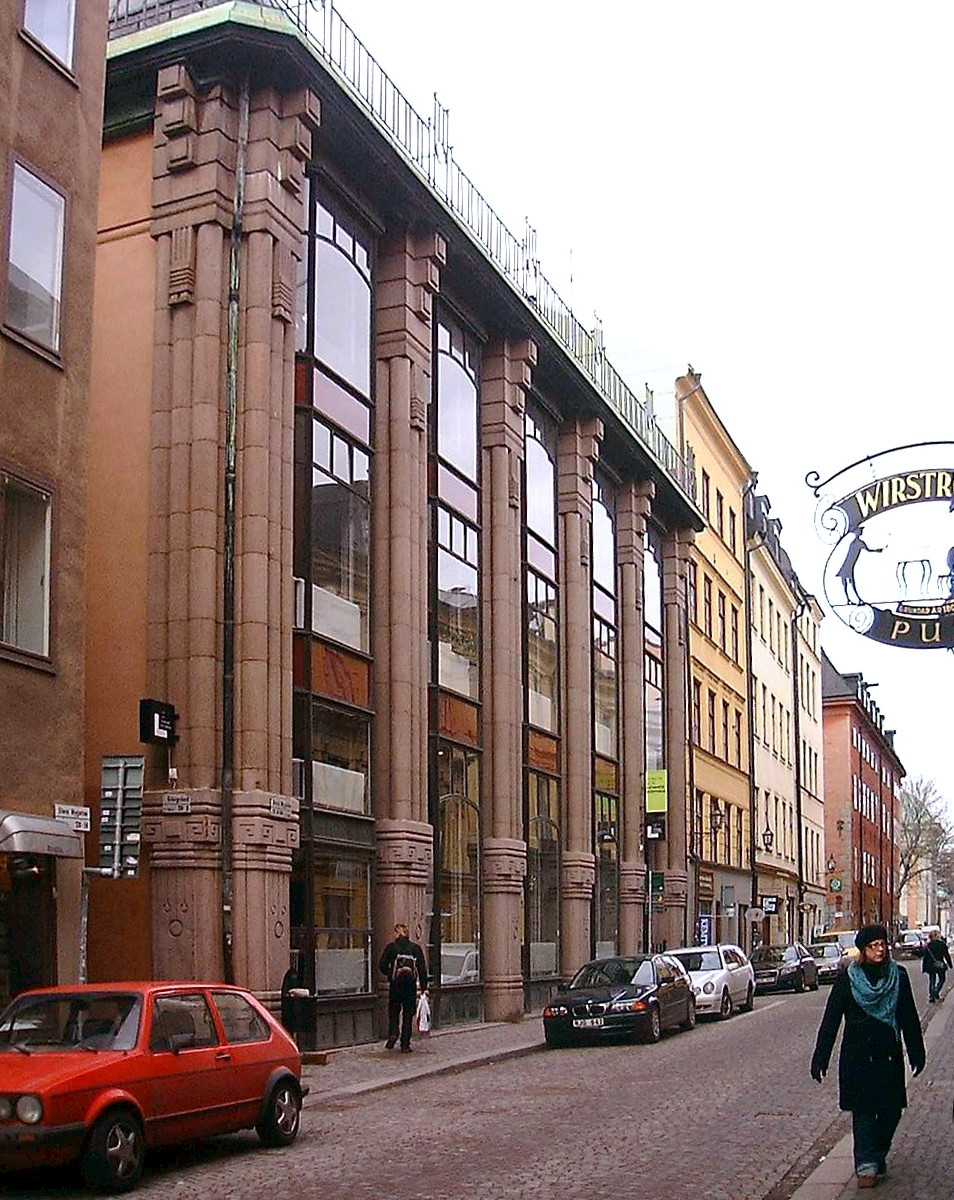
Stora Nygatan 10-12

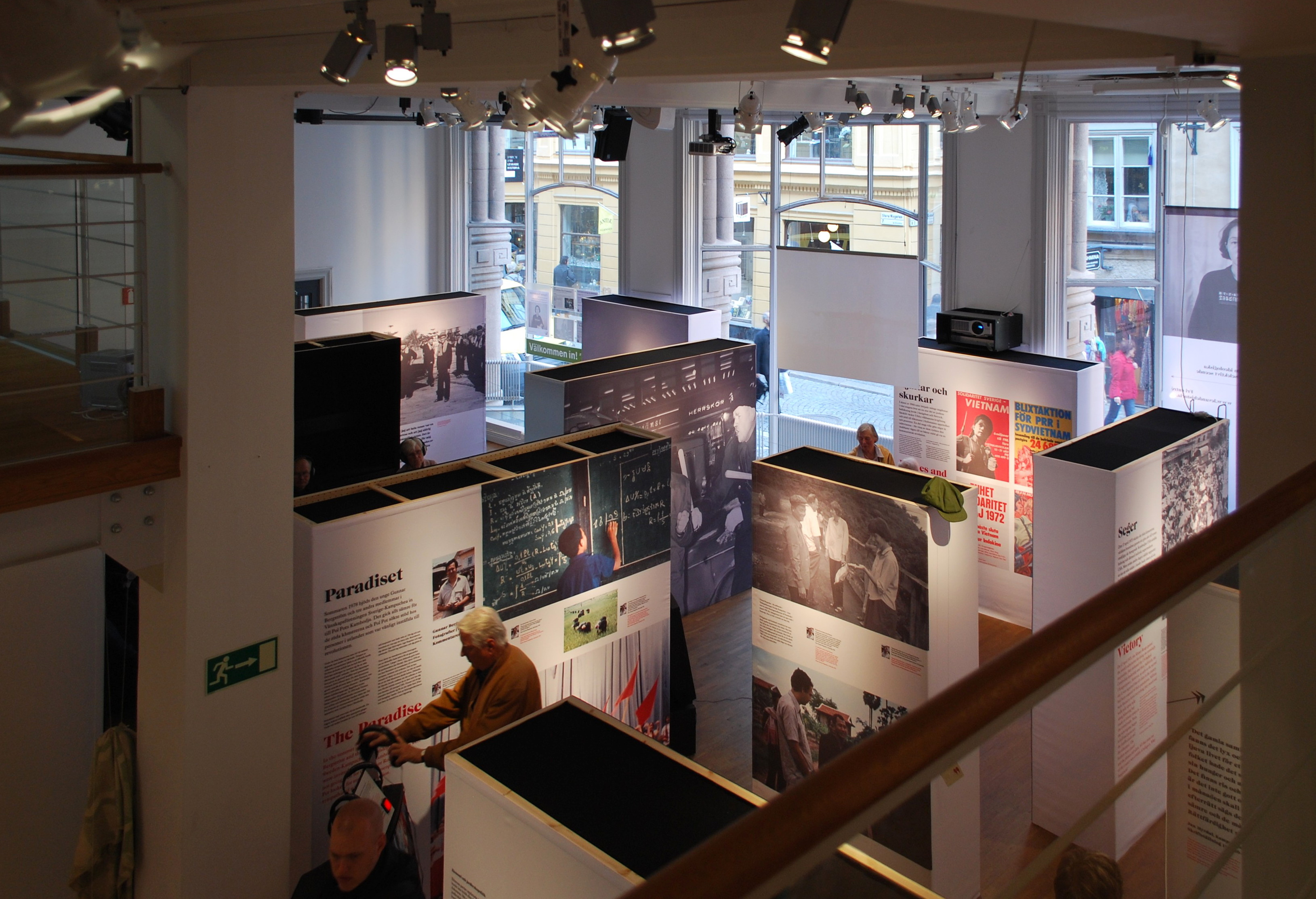
Forum för levande historia.

Milon 11 är beteckningen på en fastighet i kvarteret Milon i Gamla stan i Stockholm som uppfördes mellan 1907 och 1912 genom Skandinaviska kreditaktiebolaget, och i vilken Forum för levande historia idag har utställningslokaler.

## Historia
Byggnaden med adressen Stora Nygatan 10-12 projekterades egentligen av Industrikreditaktiebolaget som en tillbyggnad till huvudkontoret i samma kvarter på Munkbron 9. 1907 fusionerades dock Industrikreditaktiebolaget med Skandinaviska kreditaktiebolaget under den senares namn, vilken också övertog fastigheterna. Skandinaviska kredit fullföljde de påbörjade planerna och lät arkitekt Erik Josephson rita det nya bankhuset. 
Mot Stora Nygatan vetter stora glasade burspråkspartier i fyra våningar på byggnadens skelettkonstruktion. De kraftiga pelarna i röd Vätögranit lånar sina stiliserade former från doriska och egyptiska motiv. På gården mellan de båda bankhusen uppfördes en ny glastäckt bankhall.
I slutet av 1910-talet övertogs lokalerna av den nybildade Svenska Lantmännens Bank som huserade i lokalerna tills man flyttade till Norrmalmstorg. Byggnaden har därefter bland annat använts som postkontor och fungerar idag som utställningslokal för myndigheten Forum för levande historia. Av den ursprungliga inredningen återstår idag endast viss stuckatur i taket.